# Montaperto
Montaperto is een plaats (frazione) in de Italiaanse gemeente Agrigento, provincie Agrigento, en telt ongeveer 400 inwoners.